# NSシリンダー
NSシリンダーとは本田技研工業（ホンダ）がオートバイ用エンジンのために開発した技術を取り入れたエンジン様式で、軽量・高耐久力を特徴とする。

## 概要
NSシリンダーはレース用車両のホンダ・NS500のために開発されたシリンダーのことで、ピストンを収めるシリンダー内部を鍍金状の内部コーティングを行うことで摩擦の低減と耐久性の向上を図ったものである。またこの加工により耐熱性と対磨耗性を備え、従来シリンダーが耐熱性のために鋳鉄で作られていたところを、シリンダーにアルミニウムを採用することで軽量化を図っている。
コーティングは下地となるニッケル層の上にシリコン・カーバイドの粒子を分散させた皮膜で覆うことで行われる。なおシリンダーに伝熱性の良いアルミニウムを使用することで熱機関であるところのガソリンエンジンの動作効率を向上させ、コンパクトで高出力のエンジンともなっている。またピストンと同じ素材であることから熱膨張率が等しく、エンジンの温度が変化しても動作が安定しているなどの特徴もみられる。
エンジンの性質から常に安定したパワーが求められるロードレースマシンから、これを市販用にディチューン（一般向けに設計をデリケートではなくすなど）したレーサーレプリカなどにも採用され、また安定した性質から様々な環境に晒されるデュアルパーパスにも採用された。

## 採用車種
- レーサーマシン
  - NS500
  - CR250R/80R
- レーサーレプリカ
  - NS250R/F・NS400R
  - NSR250R
  - NSR125R/F
- デュアルパーパス
  - AX-1
  - XLディグリー